# Denis Diderot

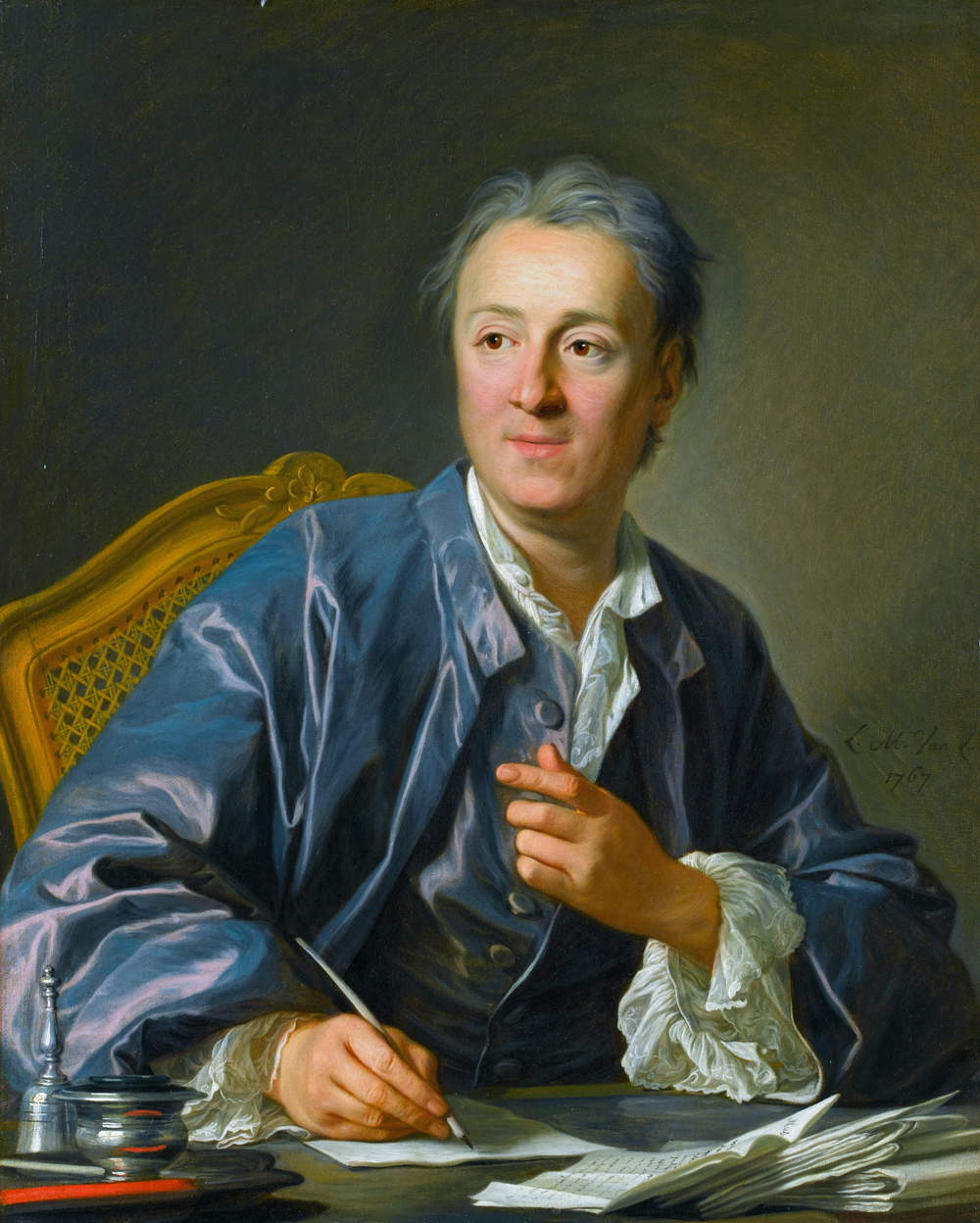
Portretul lui Diderot de Louis-Michel van Loo, 1767

Denis Diderot (n. 5 octombrie 1713, Langres – d. 31 iulie 1784, Paris) a fost un filosof și scriitor francez.

## Biografie
Născut la Langres, Diderot a fost o figură complexă a iluminismului francez, având o influență majoră asupra spiritului raționalist al secolului al XVIII-lea. Diderot a primit o educație iezuită și a renunțat la o carieră în drept, dedicându-se studiului și scrisului. În 1745, împreună cu D'Alembert, Diderot a început să editeze Encyclopédie, un proiect celebru, care i-a inclus aproape toți scriitorii francezi iluminiști importanți.
Una din piesele sale, Le Père de famille (Tatăl de familie, 1758), a fost considerată prototipul "dramei burgheze". Dintre celelalte opere ale sale, La Religieuse (Călugărița, 1796) – roman psihologic, Jacques le fataliste (Jacques fatalistul, 1796), precum și satira Le Neveu de Rameau (Nepotul lui Rameau) au devenit binecunoscute.
De asemenea, Diderot este apreciat și pentru scrierile sale filozofice: Pensées philosophiques (Cugetări filozofice, 1746) și Lettre sur les aveugles (Scrisoare despre orbi, 1749). Diderot a avut o contribuție fundamentală în domeniul criticii moderne de artă, cu ale sale Salons (Saloane), articole pe care le-a publicat în ziare, începând din anul 1759. Corespondența vastă a lui Diderot descrie o imagine obiectivă a epocii sale. El a avut o influență semnificativă asupra generațiilor următoare de gânditori din Franța, Germania și Anglia.
Diderot a descris mașina de calcul inventată de Blaise Pascal, descrisă în Oeuvres de Pascal (1779), dar mecanicii nu au reușit să reconstruiască această mașină pentru a fi utilizabilă, deși a fost bine concepută.
Mare filosof al Iluminismului, Denis Diderot a contribuit prin erudiția sa debordantă și prin calitățile sale inovatoare la dezvoltarea a numeroase domenii. S-a distins atât în roman, teatru, critică, cât și în eseu. Dar acest om curios și avid de cunoaștere a rămas mai înainte de toate în posteritate prin intermediul Enciclopediei, la care a lucrat fără odihnă mai mult de 20 de ani. El avea certitudinea că numai erudiția poate să facă să triumfe rațiunea și astfel lumea să progreseze.
Denis s-a născut pe 5 octombrie 1713 la Langres, în sânul unei familii înstărite de burghezi. Tatăl său, fabricant, îl împinge să-și urmeze studiile pe lângă iezuiți, convins că o carieră ecleziastică i s-ar potrivi fiului său. Diderot el însuși crede că este pe calea cea bună urmând  această carieră. Pleacă la Paris pentru a-și aprofunda cunoștințele. Filosofia, teologia, dreptul, toate domeniile prezintă interes pentru tânărul Diderot. Obține titlul de profesor în arte în 1732.
La terminarea studiilor, Diderot își dă seama că preoția nu era ceea ce își dorea. Încearcă atunci să își câștige existența fie ca preceptor, fie ca angajat al unui procuror. Lacom de cunoaștere, învață engleza, matematica, limbile antice. Astfel, în ritmul unei existențe boeme, se întâlnește cu Rousseau, cu care leagă o prietenie strânsă. În această perioadă, se îndrăgostește de o tânără lenjereasă, Antoinette Champion, cu care se căsătorește fără acordul tatălui.
Ca urmare a întâlnirii sale cu Rousseau, Diderot se apucă de scris. La început traducător, se întâlnește, de asemenea, cu Condillac. Pe măsură ce își hrănește spiritul, gândirea sa se îndreaptă spre ateism. Deja, odată cu Cugetări filosofice, în 1746, tinde spre noțiunea de deism și de religie naturală. Această primă lucrare este condamnată. Atunci când scrie Scrisoare despre orbi, ultima etapă către ateism este străbătută.
Astfel, Diderot mărturisește fără rețineri un materialism ateu care îl va conduce direct la închisoarea Vincennes în 1749. Cele câteva luni pe care le petrece aici se dovedesc a fi o experiență dureroasă și la ieșire abandonează ideea de a-și publica toate operele pe care le va scrie. Cu toate acestea, nu se dezice de credințele sale filosofice. Potrivit lui Diderot, lumea, viața, gândirea aparțin materiei și evoluează singure, printr-o sensibilitate universală și fără nicio intervenție divină. Se distinge astfel de materialismul lui Le Mettrie, Holbach sau Helvétius. Denis Diderot nu poate concepe existența fără scris. Astfel se consacră teatrului cu Fiul natural, redactat în 1757, dar jucat mult mai târziu. Urmează apoi, în 1758, Tată de familie. În aceste opere dramatice, Diderot se îndepărtează de tragedia clasică pentru a lăsa loc dramei domestice a burghezilor. Pentru el, publicul așteaptă o reprezentație în concordanță cu timpul prezent, și pentru aceasta proza naturală trebuie să suplinească versul. Dar realizările sale nu îi aduc succesul dorit. În timpul acestei perioade, Diderot și Rousseau, care se înțeleg din ce în ce mai rău, se despart defenitiv.
Asumându-și sarcina grea a Enciclopediei (care i s-a încredințat în 1747), Diderot frecventează mediile savante și artistice. Nu se poate opri să nu-și așeze pe hârtie simțămintele și analizele sale față de operele și lucrările pe care le descoperă în drumul său. Astfel, în 1759, publică în Corespondența literară a lui Grimm primul său Salon, ceea ce face din Diderot unul din fondatorii criticii de artă. În plus, Diderot acordă o mare importanță artei în Enciclopedie.
Enciclopedia tocmai este interzisă după publicarea Spiritului, eseu filosofic de Helvétius care rănește considerabil Biserica. Diderot, lucrând la criticile sale de artă, nu dorește să abandoneze un astfel de proiect pentru care lucrează din 1747. Cum d`Alembert renunțase, Diderot urmează singur această sarcină. După el, este indispensabil să se difuzeze cunoștința tuturor oamenilor. Este singurul mijloc de a controla intoleranța și de a promova rațiunea, cu atât mai mult cu cât nu înseamnă numai adunarea cunoștințelor, ci și aducerea suflului filosofic al epocii.
Astfel, Diderot redactează ultimele 10 volume ale acestei opere monumentale. Publicate în 1766, îi vor lăsa un gust amar autorului, trădat de editorul său care îl cenzurează în mai multe rânduri. Cu toate acestea, opera nu este chiar terminată. Diderot va publica încă un volum de planșe în 1772, cât și un supliment la sfârșitul anilor 1770.
Cum proiectul enciclopedic era pe sfârșite, Diderot putea să se consacre altor forme ale scrisului. De-a lungul anilor precedenți, el începuse deja redactarea câtorva opere narative importante, fără a putea să le termine. Este cazul, de exemplu, a romanului Călugărița a povestirii filosofice Jacques fatalistul și a dialogului Nepotul lui Rameau. În sfârșit are timp să se refacă și să le termine.
Dacă operele sale vor fi publicate sau nu, contează mai puțin pentru autor. Diderot este un filosof pentru care scrisul este un dialog intern care îi permite să își sculpeze gândurile. Astfel, își regăsește preocupările despre originea vieții în Visul lui D`Alembert (1769).
Începând din vara anului 1773, Diderot călătorește la Haga înainte de a i se alătura împărătesei ruse  Caterina a II-a la Sankt Petersburg. Cu câțiva ani înainte, aceasta îi cumpărase biblioteca și îi lăsase beneficiul. El îi va mulțumi aducând lumină în sistemul educațional rus. Călătoriile sale sfârșesc prin a-l slăbi și la întoarcerea la Paris va scrie din ce în ce mai puțin.
Printre ultimele sale opere se numără Paradox asupra comediei (1773-1778, publicat în 1830), Convorbirea unui filosof cu doamna mareșal*** (1776), Eseu asupra domniei lui Claude și a lui Nero (1778). În 1781, va scrie ultima sa operă dramatică E bun? E rău?. Bătrân și bolnav, abandonează ideea de a publica toate operele sale necunoscute. Sophie Volland, amanta sa cu care se întâlnește din 1756 și cu care a întreținut o corespondență remarcabilă, moare în februarie 1784. Diderot se stinge pe 31 iulie următor, la vârsta de 70 de ani.
Acest om destinat preoției a urmat o cu totul altă cale, mânat de setea de cunoaștere și de convingerile sale filosofice. Acest drum a făcut din el unul dintre cei mai de seamă reprezentanți ai Iluminismului și opera sa, din care nu se poate desprinde Enciclopedia, a rămas una dintre cele mai importante din literatura franceză.

## Opera

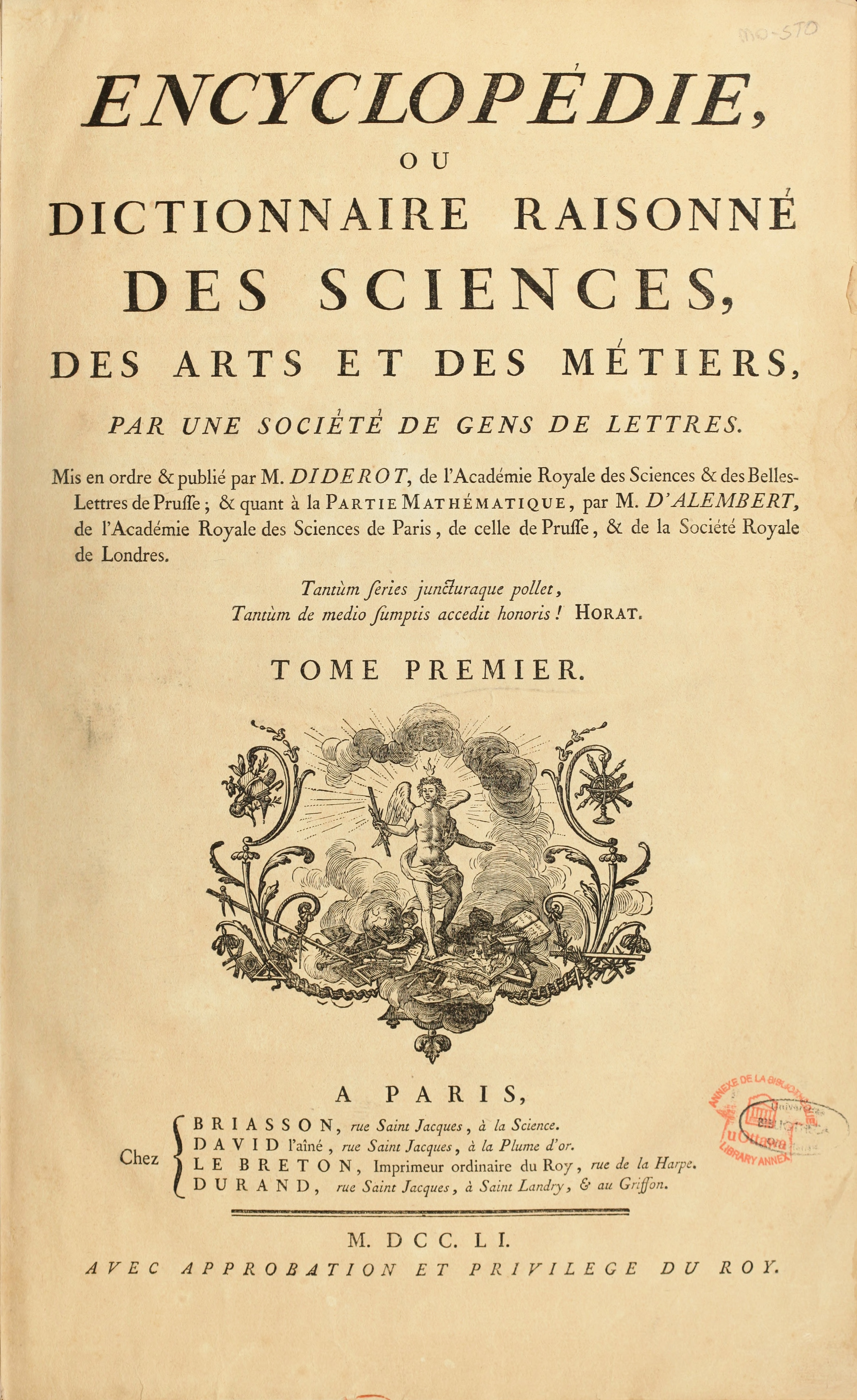
Coperta L'Encyclopédie

- Pensées philosophiques, eseu (1746)
- La promenade du sceptique (1747)
- Les bijoux indiscrets, roman (1748)
- Mémoires sur différents sujets mathématiques (1748), studiu asupra a diverse probleme de matematică, în care a studiat proprietățile curbelor de rostogolire generale
- Lettre sur les aveugles à l'usage de ceux qui voient (1749)
- L'Encyclopédie, (1750-1765)
- Lettre sur les sourds et muets (1751)
- Pensées sur l'interprétation de la nature, eseu (1751)
- Le fils naturel (1757)
- Salons (1759-1781)
- La religieuse, roman (1760)
- Le neveu de Rameau, autobiografie (1761 ?)
- Mystification ou l’histoire des portraits (1768)
- Entretien entre D'Alembert et Diderot (1769)
- Le rêve de D'Alembert, eseu (1769)
- Suite de l'entretien entre D'Alembert et Diderot (1769)
- Paradoxe sur le comédien (1769 ?), în care a cultivat ideea dezvoltării materiei
- Apologie de l'abbé Galiani (1770)
- Principes philosophiques sur la matière et le mouvement, eseu (1770)
- Entretien d'un père avec ses enfants (1771)
- Jacques le fataliste et son maître, roman (1771-1778)
- Supplément au voyage de Bougainville (1772)
- Histoire philosophique et politique des deux Indes, în colaborare cu Raynal (1772-1781)
- Voyage de Hollande (1773)
- Eléments de physiologie (1773-1774)
- Réfutation d'Helvétius (1774)
- Observations sur le Nakaz (1774)
- Essai sur les règnes de Claude et de Néron (1778)
- Lettre apologétique de l'abbé Raynal à Monsieur Grimm (1781)
- Aux insurgents d'Amérique (1782)